# Éliminatoires de la Coupe d'Afrique des nations de football 2012
Les qualifications pour la Coupe d'Afrique des nations de football 2012 mettent aux prises 44 équipes nationales (sans compter le Gabon et la Guinée équatoriale, qualifiés d'office en tant que pays hôtes) afin de qualifier 14 formations pour disputer la phase finale qui se jouera au Gabon et en Guinée équatoriale.
Navigation
Qualifications CAN 2010 Qualifications CAN 2013

## Équipes qualifiées

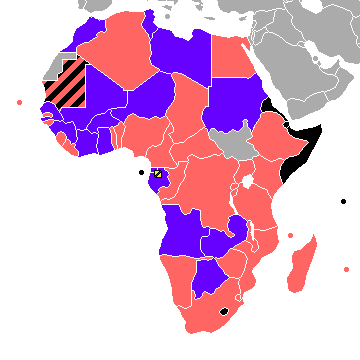
À déterminer
Qualifiée
N'est pas qualifiée
Ne participe pas au tournoi
Ne fait pas partie de la CAF

Les équipes qualifiées sont:
| Pays               | Position                        | Date              | Précédentes apparition au tournoi                                               |
| ------------------ | ------------------------------- | ----------------- | ------------------------------------------------------------------------------- |
| Gabon              | Co-pays hôte, qualifié d'office | 29 juillet 2007   | 04 (1994, 96, 2000, 10)                                                         |
| Guinée équatoriale | Co-pays hôte, qualifié d'office | 29 juillet 2007   | 00 (Première participation)                                                     |
| Botswana           | Vainqueur du groupe K           | 26 mars 2011      | 00 (Première participation)                                                     |
| Côte d'Ivoire      | Vainqueur du groupe H           | 05 juin 2011      | 18 (1965, 68, 70, 74, 80, 84, 86, 88, 90, 92, 94, 96, 98, 2000, 02, 06, 08, 10) |
| Burkina Faso       | Vainqueur du groupe F           | 03 septembre 2011 | 07 (1978, 96, 98, 2000, 02, 04, 10)                                             |
| Sénégal            | Vainqueur du groupe E           | 03 septembre 2011 | 11 (1965, 68, 86, 90, 92, 94, 2000, 02, 04, 06, 08)                             |
| Guinée             | Vainqueur du groupe B           | 08 octobre 2011   | 09 (1970, 74, 76, 80, 94, 98, 2004, 06, 08)                                     |
| Zambie             | Vainqueur du groupe C           | 08 octobre 2011   | 14 (1974, 78, 82, 86, 90, 92, 94, 96, 98, 2000, 02, 06, 08, 10)                 |
| Libye              | Meilleur deuxième               | 08 octobre 2011   | 02 (1982, 2006)                                                                 |
| Ghana              | Vainqueur du groupe I           | 08 octobre 2011   | 17 (1963, 65, 68, 70, 78, 80, 82, 84, 1992, 94, 96, 98, 2000, 02, 06, 08, 10)   |
| Angola             | Vainqueur du groupe J           | 08 octobre 2011   | 05 (1996, 98, 2006, 08, 10)                                                     |
| Mali               | Vainqueur du groupe A           | 08 octobre 2011   | 06 (1972, 94, 2002, 04, 08, 10)                                                 |
| Niger              | Vainqueur du groupe G           | 08 octobre 2011   | 00 (Première participation)                                                     |
| Tunisie            | Deuxième du groupe K            | 08 octobre 2011   | 14 (1962, 63, 65, 78, 82, 94, 96, 98, 2000, 02, 04, 06, 08, 10)                 |
| Maroc              | Vainqueur du groupe D           | 09 octobre 2011   | 13 (1972, 76, 78, 80, 86, 88, 92, 98, 2000, 02, 04, 06, 08)                     |
| Soudan             | Meilleur deuxième               | 09 octobre 2011   | 07 (1957, 59, 63, 70, 72, 76, 2008)                                             |

## Principales équipes éliminées
- Nigeria, champions d'Afrique 1980 et 1994, troisième de la dernière édition ;
- Cameroun, champions d'Afrique 1984,1988,2000 et 2002 ;
- RD Congo, champions d'Afrique 1968 et 1974 ;
- Égypte, champions d'Afrique 1957, 1959, 1986, 1998, 2006, 2008 et de la dernière édition ;
- Algérie, champions d'Afrique 1990, quatrième de la dernière édition ;
- Afrique du Sud, champion d'Afrique 1996

## Tirage au sort

### Chapeaux
Voici la liste des chapeaux :
| Pot 1                                                                                       | Pot 2                                                                                     | Pot 3                                                                                    | Pot 4 |
| ------------------------------------------------------------------------------------------- | ----------------------------------------------------------------------------------------- | ---------------------------------------------------------------------------------------- | --- |
| Mali Nigeria Zambie Algérie Cameroun Burkina Faso Égypte Côte d'Ivoire Ghana Angola Tunisie | Cap-Vert Guinée Mozambique Maroc Sénégal Gambie Afrique du Sud Bénin Congo Ouganda Malawi | Zimbabwe Éthiopie Libye Tanzanie RD Congo Namibie Sierra Leone Rwanda Soudan Kenya Tchad | Liberia Madagascar Comores Centrafrique Maurice Mauritanie Niger Burundi Eswatini Guinée-Bissau Botswana |

### Répartition des groupes
Le tirage au sort des groupes a eu lieu le 20 février 2010 à Lubumbashi,
| Groupe   | Équipe 1      | Équipe 2       | Équipe 3     | Équipe 4      |
| -------- | ------------- | -------------- | ------------ | ------------- |
| Groupe A | Mali          | Cap-Vert       | Zimbabwe     | Liberia       |
| Groupe B | Nigeria       | Guinée         | Éthiopie     | Madagascar    |
| Groupe C | Zambie        | Mozambique     | Libye        | Comores       |
| Groupe D | Algérie       | Maroc          | Tanzanie     | Centrafrique  |
| Groupe E | Cameroun      | Sénégal        | RD Congo     | Maurice       |
| Groupe F | Burkina Faso  | Gambie         | Namibie      | Mauritanie    |
| Groupe G | Égypte        | Afrique du Sud | Sierra Leone | Niger         |
| Groupe H | Côte d'Ivoire | Bénin          | Rwanda       | Burundi       |
| Groupe I | Ghana         | Congo          | Soudan       | Eswatini      |
| Groupe J | Angola        | Ouganda        | Kenya        | Guinée-Bissau |
| Groupe K | Tunisie       | Malawi         | Tchad        | Botswana      |

## Résultats

### Groupe A
| Rang | Équipe   | Pts | J | G | N | P | Bp | Bc | Diff |  | Résultats (▼ dom., ► ext.) |     |     |     |     |
| ---- | -------- | --- | - | - | - | - | -- | -- | ---- |  | -------------------------- | --- | --- | --- | --- |
| 1    | Mali     | 10  | 6 | 3 | 1 | 2 | 9  | 6  | +3   |  | Mali                       |     | 3-0 | 1-0 | 2-1 |
| 2    | Cap-Vert | 10  | 6 | 3 | 1 | 2 | 7  | 7  | 0    |  | Cap-Vert                   | 1-0 |     | 2-1 | 4-2 |
| 3    | Zimbabwe | 8   | 6 | 2 | 2 | 2 | 7  | 5  | +2   |  | Zimbabwe                   | 2-1 | 0-0 |     | 3-0 |
| 4    | Liberia  | 5   | 6 | 1 | 2 | 3 | 7  | 12 | -5   |  | Liberia                    | 2-2 | 1-0 | 1-1 |     |

### Groupe B
| Rang | Équipe     | Pts | J | G | N | P | Bp | Bc | Diff |  | Résultats (▼ dom., ► ext.) |     |     |     |     |
| ---- | ---------- | --- | - | - | - | - | -- | -- | ---- |  | -------------------------- | --- | --- | --- | --- |
| 1    | Guinée     | 14  | 6 | 4 | 2 | 0 | 13 | 5  | +8   |  | Guinée                     |     | 1-0 | 4-1 | 1-0 |
| 2    | Nigeria    | 11  | 6 | 3 | 2 | 1 | 12 | 5  | +7   |  | Nigeria                    | 2-2 |     | 2-0 | 4-0 |
| 3    | Éthiopie   | 7   | 6 | 2 | 1 | 3 | 8  | 13 | -5   |  | Éthiopie                   | 1-4 | 2-2 |     | 4-2 |
| 4    | Madagascar | 1   | 6 | 0 | 1 | 5 | 4  | 14 | -10  |  | Madagascar                 | 1-1 | 0-2 | 0-1 |     |

### Groupe C
| Rang | Équipe     | Pts | J | G | N | P | Bp | Bc | Diff |  | Résultats (▼ dom., ► ext.) |     |     |     |     |
| ---- | ---------- | --- | - | - | - | - | -- | -- | ---- |  | -------------------------- | --- | --- | --- | --- |
| 1    | Zambie     | 13  | 6 | 4 | 1 | 1 | 11 | 2  | +9   |  | Zambie                     |     | 0-0 | 3-0 | 4-0 |
| 2    | Libye      | 12  | 6 | 3 | 3 | 0 | 6  | 1  | +5   |  | Libye                      | 1-0 |     | 1-0 | 3-0 |
| 3    | Mozambique | 7   | 6 | 2 | 1 | 3 | 4  | 6  | -2   |  | Mozambique                 | 0-2 | 0-0 |     | 3-0 |
| 4    | Comores    | 1   | 6 | 0 | 1 | 5 | 2  | 14 | -12  |  | Comores                    | 1-2 | 1-1 | 0-1 |     |

### Groupe D
| Rang | Équipe       | Pts | J | G | N | P | Bp | Bc | Diff |  | Résultats (▼ dom., ► ext.) |     |     |     |     |
| ---- | ------------ | --- | - | - | - | - | -- | -- | ---- |  | -------------------------- | --- | --- | --- | --- |
| 1    | Maroc        | 11  | 6 | 3 | 2 | 1 | 8  | 2  | +6   |  | Maroc                      |     | 0-0 | 4-0 | 3-1 |
| 2    | Centrafrique | 8   | 6 | 2 | 2 | 2 | 5  | 5  | 0    |  | Centrafrique               | 0-0 |     | 2-0 | 2-1 |
| 3    | Algérie      | 8   | 6 | 2 | 2 | 2 | 5  | 8  | -3   |  | Algérie                    | 1-0 | 2-0 |     | 1-1 |
| 4    | Tanzanie     | 5   | 6 | 1 | 2 | 3 | 6  | 9  | -3   |  | Tanzanie                   | 0-1 | 2-1 | 1-1 |     |

### Groupe E
| Rang | Équipe   | Pts | J | G | N | P | Bp | Bc | Diff |  | Résultats (▼ dom., ► ext.) |     |     |     |     |
| ---- | -------- | --- | - | - | - | - | -- | -- | ---- |  | -------------------------- | --- | --- | --- | --- |
| 1    | Sénégal  | 16  | 6 | 5 | 1 | 0 | 16 | 2  | +14  |  | Sénégal                    |     | 1-0 | 2-0 | 7-0 |
| 2    | Cameroun | 11  | 6 | 3 | 2 | 1 | 13 | 5  | +8   |  | Cameroun                   | 0-0 |     | 1-1 | 6-0 |
| 3    | RD Congo | 7   | 6 | 2 | 1 | 3 | 10 | 11 | -1   |  | RD Congo                   | 2-4 | 2-3 |     | 3-0 |
| 4    | Maurice  | 0   | 6 | 0 | 0 | 6 | 2  | 23 | -21  |  | Maurice                    | 0-2 | 1-3 | 1-2 |     |

### Groupe F
| Rang | Équipe             | Pts | J | G | N | P | Bp | Bc | Diff |  | Résultats (▼ dom., ► ext.) |     |     |     |
| ---- | ------------------ | --- | - | - | - | - | -- | -- | ---- |  | -------------------------- | --- | --- | --- |
| 1    | Burkina Faso       | 10  | 4 | 3 | 1 | 0 | 12 | 3  | +9   |  | Burkina Faso               |     | 3-1 | 4-0 |
| 2    | Gambie             | 4   | 4 | 1 | 1 | 2 | 5  | 6  | -1   |  | Gambie                     | 1-1 |     | 3-1 |
| 3    | Namibie            | 3   | 4 | 1 | 0 | 3 | 3  | 11 | -8   |  | Namibie                    | 1-4 | 1-0 |     |
| 4    | Mauritanie forfait |     |   |   |   |   |    |    |      |  |                            |     |     |     |

### Groupe G
| Rang | Équipe         | Pts | J | G | N | P | Bp | Bc | Diff |  | Résultats (▼ dom., ► ext.) |     |     |     |     |
| ---- | -------------- | --- | - | - | - | - | -- | -- | ---- |  | -------------------------- | --- | --- | --- | --- |
| 1    | Niger          | 9   | 6 | 3 | 0 | 3 | 6  | 8  | -2   |  | Niger                      |     | 2-1 | 3-1 | 1-0 |
| 2    | Afrique du Sud | 9   | 6 | 2 | 3 | 1 | 4  | 2  | +2   |  | Afrique du Sud             | 2-0 |     | 0-0 | 1-0 |
| 3    | Sierra Leone   | 9   | 6 | 2 | 3 | 1 | 5  | 5  | 0    |  | Sierra Leone               | 1-0 | 0-0 |     | 2-1 |
| 4    | Égypte         | 5   | 6 | 1 | 2 | 3 | 5  | 5  | 0    |  | Égypte                     | 3-0 | 0-0 | 1-1 |     |

### Groupe H
| Rang | Équipe        | Pts | J | G | N | P | Bp | Bc | Diff |  | Résultats (▼ dom., ► ext.) |     |     |     |     |
| ---- | ------------- | --- | - | - | - | - | -- | -- | ---- |  | -------------------------- | --- | --- | --- | --- |
| 1    | Côte d'Ivoire | 18  | 6 | 6 | 0 | 0 | 19 | 4  | +15  |  | Côte d'Ivoire              |     | 3-0 | 2-1 | 2-1 |
| 2    | Rwanda        | 6   | 6 | 2 | 0 | 4 | 5  | 15 | -10  |  | Rwanda                     | 0-5 |     | 3-1 | 0-3 |
| 3    | Burundi       | 5   | 6 | 1 | 2 | 3 | 7  | 9  | -2   |  | Burundi                    | 0-1 | 3-1 |     | 1-1 |
| 4    | Bénin         | 5   | 6 | 1 | 2 | 3 | 8  | 11 | -3   |  | Bénin                      | 2-6 | 0-1 | 1-1 |     |

### Groupe I
| Rang | Équipe   | Pts | J | G | N | P | Bp | Bc | Diff |  | Résultats (▼ dom., ► ext.) |     |     |     |     |
| ---- | -------- | --- | - | - | - | - | -- | -- | ---- |  | -------------------------- | --- | --- | --- | --- |
| 1    | Ghana    | 16  | 6 | 5 | 1 | 0 | 13 | 1  | +12  |  | Ghana                      |     | 0-0 | 3-1 | 2-0 |
| 2    | Soudan   | 13  | 6 | 4 | 1 | 1 | 8  | 3  | +5   |  | Soudan                     | 0-2 |     | 2-0 | 3-0 |
| 3    | Congo    | 4   | 6 | 1 | 1 | 4 | 4  | 10 | -6   |  | Congo                      | 0-3 | 0-1 |     | 3-1 |
| 4    | Eswatini | 1   | 6 | 0 | 1 | 5 | 2  | 13 | -11  |  | Eswatini                   | 0-3 | 1-2 | 0-0 |     |

### Groupe J
| Rang | Équipe        | Pts | J | G | N | P | Bp | Bc | Diff |  | Résultats (▼ dom., ► ext.) |     |     |     |     |
| ---- | ------------- | --- | - | - | - | - | -- | -- | ---- |  | -------------------------- | --- | --- | --- | --- |
| 1    | Angola        | 12  | 6 | 4 | 0 | 2 | 7  | 5  | +2   |  | Angola                     |     | 2-0 | 1-0 | 1-0 |
| 2    | Ouganda       | 11  | 6 | 3 | 2 | 1 | 6  | 2  | +4   |  | Ouganda                    | 3-0 |     | 0-0 | 2-0 |
| 3    | Kenya         | 8   | 6 | 2 | 2 | 2 | 4  | 4  | 0    |  | Kenya                      | 2-1 | 0-0 |     | 2-1 |
| 4    | Guinée-Bissau | 3   | 6 | 1 | 0 | 5 | 2  | 8  | -6   |  | Guinée-Bissau              | 0-2 | 0-1 | 1-0 |     |

### Groupe K
| Rang | Équipe   | Pts | J | G | N | P | Bp | Bc | Diff |  | Résultats (▼ dom., ► ext.) |     |     |     |     |     |
| ---- | -------- | --- | - | - | - | - | -- | -- | ---- |  | -------------------------- | --- | --- | --- | --- | --- |
| 1    | Botswana | 17  | 8 | 5 | 2 | 1 | 7  | 3  | +4   |  | Botswana                   |     | 1-0 | 0-0 | 2-1 | 1-0 |
| 2    | Tunisie  | 14  | 8 | 4 | 2 | 2 | 14 | 6  | +8   |  | Tunisie                    | 0-1 |     | 2-2 | 2-0 | 5-0 |
| 3    | Malawi   | 12  | 8 | 2 | 5 | 0 | 13 | 8  | +5   |  | Malawi                     | 1-1 | 0-0 |     | 1-0 | 6-2 |
| 4    | Togo     | 6   | 8 | 1 | 3 | 4 | 6  | 10 | -4   |  | Togo                       | 1-0 | 1-2 | 1-1 |     | 0-0 |
| 5    | Tchad    | 3   | 8 | 0 | 3 | 5 | 7  | 20 | -13  |  | Tchad                      | 0-1 | 1-3 | 2-2 | 2-2 |     |

Note : Les deux premiers de ce groupe comprenant cinq équipes sont qualifiés automatiquement.

### Classement particulier des deuxièmes
Après le retrait de la  Mauritanie du groupe F, la règle suivante s'applique :
« Au cas où un groupe de quatre est réduit a trois équipes en cours de compétition, les deux meilleurs deuxièmes des groupes de quatre seront déterminés en tenant compte de leurs résultats avec les premiers et les troisièmes de leurs groupes respectifs sans tenir compte de leurs résultats avec la dernière équipe de leurs groupes afin de permettre au deuxième du groupe réduit à trois de rester dans la course pour les deux meilleurs deuxièmes. »
|   | Gr. | Team           | Pts | J | G | N | P | Bp | Bc | Diff. |
| - | --- | -------------- | --- | - | - | - | - | -- | -- | ----- |
| 1 | C   | Libye          | 8   | 4 | 2 | 2 | 0 | 2  | 0  | +2    |
| 2 | I   | Soudan         | 7   | 4 | 2 | 1 | 1 | 3  | 2  | +1    |
|   | A   | Cap-Vert       | 7   | 4 | 2 | 1 | 1 | 3  | 4  | –1    |
|   | B   | Nigeria        | 5   | 4 | 1 | 2 | 1 | 8  | 5  | +3    |
|   | G   | Afrique du Sud | 5   | 4 | 1 | 2 | 1 | 3  | 2  | +1    |
|   | J   | Ouganda        | 5   | 4 | 1 | 2 | 1 | 3  | 2  | +1    |
|   | E   | Cameroun       | 5   | 4 | 1 | 2 | 1 | 4  | 4  | 0     |
|   | D   | Centrafrique   | 5   | 4 | 1 | 2 | 1 | 2  | 2  | 0     |
|   | F   | Gambie         | 4   | 4 | 1 | 1 | 2 | 5  | 6  | –1    |
|   | H   | Rwanda         | 3   | 4 | 1 | 0 | 3 | 4  | 12 | -8    |

La Libye et le Soudan sont qualifiés pour la phase finale de la coupe d'Afrique.

## Buteurs
Au 5 juin 2011, 229 buts ont été inscrits en 92 rencontres (en moyenne 2.49 buts sont inscrits par match).
6 buts
- Issam Jemâa

5 buts
- Jerome Ramatlhkwane
- Mamadou Niang

4 buts
- Alain Traoré
- Didier Drogba
- Cheick Diabaté
- Moussa Sow
- Knowledge Musona

3 buts
- Manucho
- Gervinho
- Wilfried Bony
- Stéphane Sessègnon
- Mulota Patou Kabangu
- Yves Diba Ilunga
- Momodou Ceesay
- Prince Tagoe
- Mahamane Traoré
- Essau Kanyenda
- Chiukepo Msowoya
- Papiss Cissé

2 buts
- Hassan Yebda
- Salomon Kalou
- Ya Konan
- Séïdath Tchomogo
- Samuel Eto'o
- Charlie Dopékoulouyen
- Hilaire Momi
- Marius Mbaiam
- Ezechiel Ndouassel
- Francky Sembolo
- Héldon Ramos
- Saladin Said
- Oumar Kalabane
- Ismaël Bangoura
- Marouane Chamakh
- Jonathan Bru
- Ikechukwu Uche
- Peter Utaka
- Katlego Mphela
- Demba Ba
- Mohammed Bisha
- Mohamed Tahir
- Backer Aloenouvo
- Sapol Mani
- Fahid Ben Khalfallah
- David Obua
- James Chamanga
- Christopher Katongo
- Emmanuel Mayuka

1 but
- Hameur Bouazza
- Adlène Guedioura
- Foued Kadir
- Sebastião Gilberto
- Razak Omotoyossi
- Mickaël Poté
- Joel Mogorosi
- Phenyo Mongala
- Wilfried Balima
- Aristide Bancé
- Moumouni Dagano
- Charles Kaboré
- Jonathan Pitroipa
- Abdou Razack Traoré
- Olivier Bahati
- Didier Kavumbagu
- Selemani Ndikumana
- Saidi Ntibazonkiza
- Amissi Saleh
- Eric Choupo-Moting
- Elvis Macedo Babanco
- Odaïr Fortes
- Fernando Varela
- Leger Djime
- Vianney Mabidé
- Abdoulaide Mzé Mbaba
- Emmanuel Eboué
- Koffi Ndri Romaric
- Yaya Touré
- Barel Mouko
- Fabrice N'Guessi
- Lomana LuaLua
- Zola Matumona
- Mahmoud Fathallah
- Fikru-Teferra Lemessa
- Oumed Ukuri
- Ousman Jallow
- Sanna Nyassi
- Dominic Adiyiah
- Emmanuel Agyemang-Badu
- André Ayew
- Sulley Muntari
- Hans Sarpei
- Isaac Vorsah
- Mamadou Bah
- Dianbobo Baldé
- Karamoko Cissé
- Kevin Constant
- Ibrahima Diallo
- Ibrahima Yattara
- Kamil Zayatte
- Mendes
- McDonald Mariga
- Jamal Mohammed
- Ahmed Abdelkader
- Djamal Bindi
- Ihaab Boussefi
- Walid Elkhatroushi
- Ahmed Sa'ad
- Francis Doe
- Al Husein Keita
- Theo Lewis Weeks
- Sekou Oliseh
- Patrick Wleh
- Ben Teekloh
- Arsene Faed
- Yvan Rajoarimanana
- Abdou Traoré
- Dramane Traoré
- Davi Banda
- Moses Chavula
- Hellings Mwakasungula
- Robert Ng'ambi
- Jimmy Zakazaka
- Oussama Assaidi
- Mehdi Benatia
- Mounir El Hamdaoui
- Youssouf Hadji
- Mbarek Boussoufa
- Adel Taarabt
- Josimar Tiago Machaisse
- Wilko Risser
- Tangeni Shipahu
- Alhassane Issoufou
- Daouda Kamilou
- Moussa Maazou
- Modibo Sidibe
- Michael Eneramo
- Obafemi Martins
- Kalu Uche
- Joseph Yobo
- Bernard Parker
- Eric Gasana
- Jean-Claude Iranzi
- Bogota Labama
- Elias Uzamukunda
- Mohamed Bangura
- Moustapha Bangura
- Ibrahim Teteh Bangura
- Mudathir El Taieb
- Galag
- Ala'a Eldin Yousif
- Darren Christie
- Manqoba Kunene
- Shaban Nditi
- Mbwana Samata
- Haruna Shamte
- Jerson Tegete
- Serge Gakpé
- Aymen Abdennour
- Amine Chermiti
- Oussama Darragi
- Khaled Korbi
- Geofrey Massa
- Andrew Mwesigwa
- Geoffrey Sserunkuma
- Godfrey Walusimbi
- Rainford Kalaba
- Collins Mbesuma
- Fwayo Tembo